# Murray Hill (Manhattan)

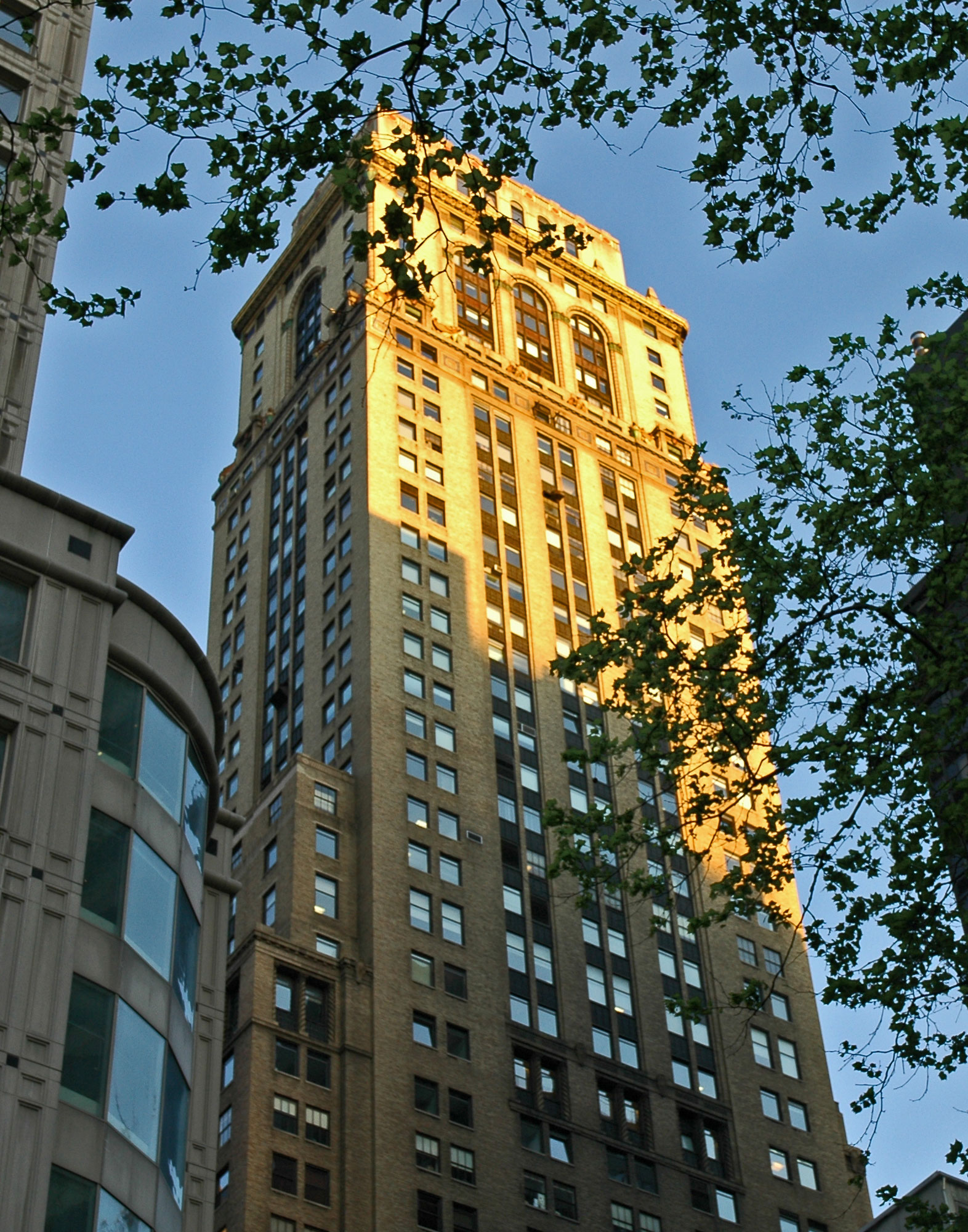
Das Mercantile Building (10 East 40th Street) ist ein Art-déco-Hochhaus in Murray Hill.

Murray Hill ist ein Viertel in Midtown Manhattan in New York City. Es wurde nach einem Robert Murray benannt, der sich im 18. Jahrhundert mit seiner Familie in der Gegend niederließ.

## Beschreibung

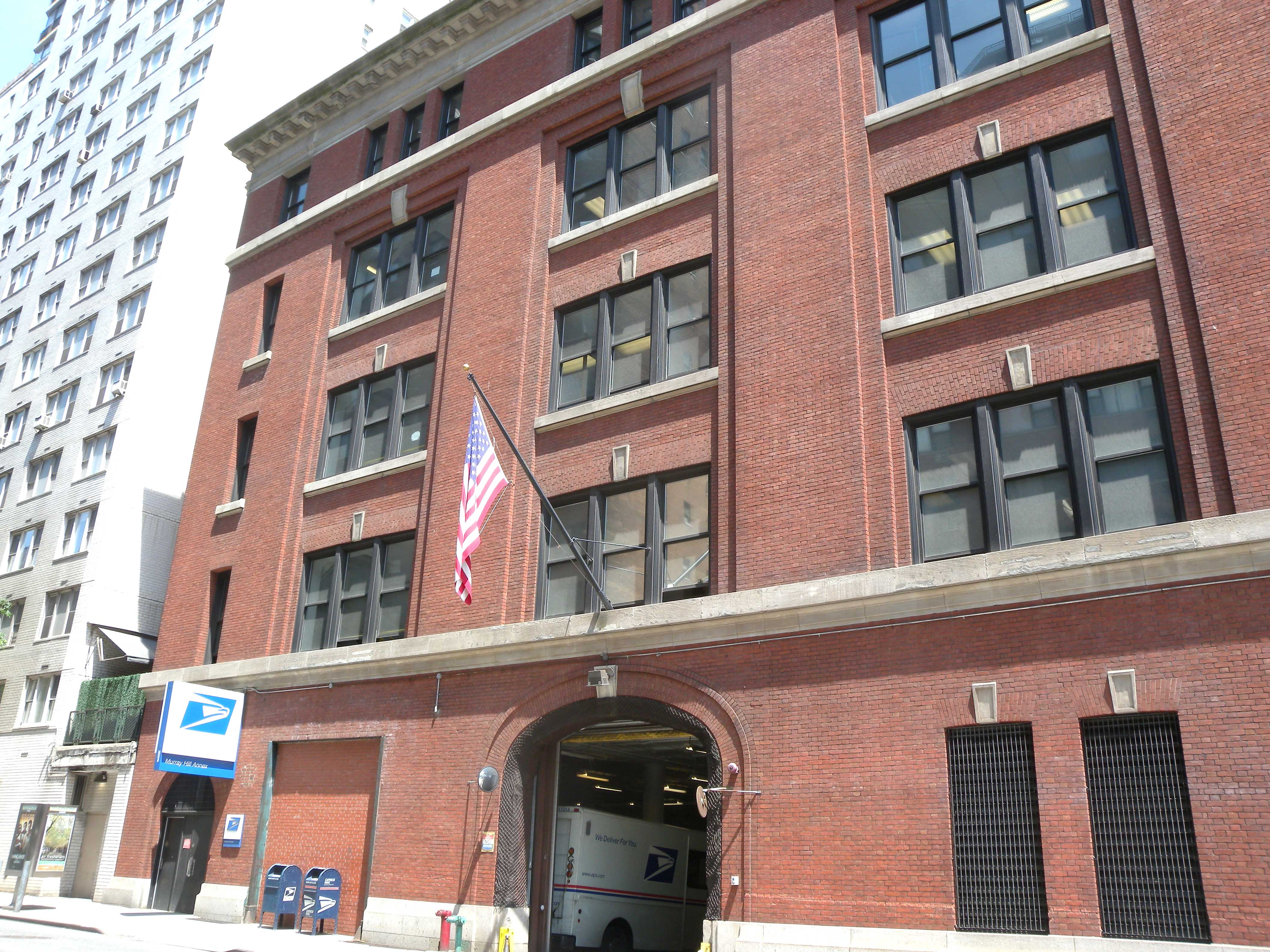
Blick nach Norden auf das US Post Office in Murray Hill (205 East 36th Street).

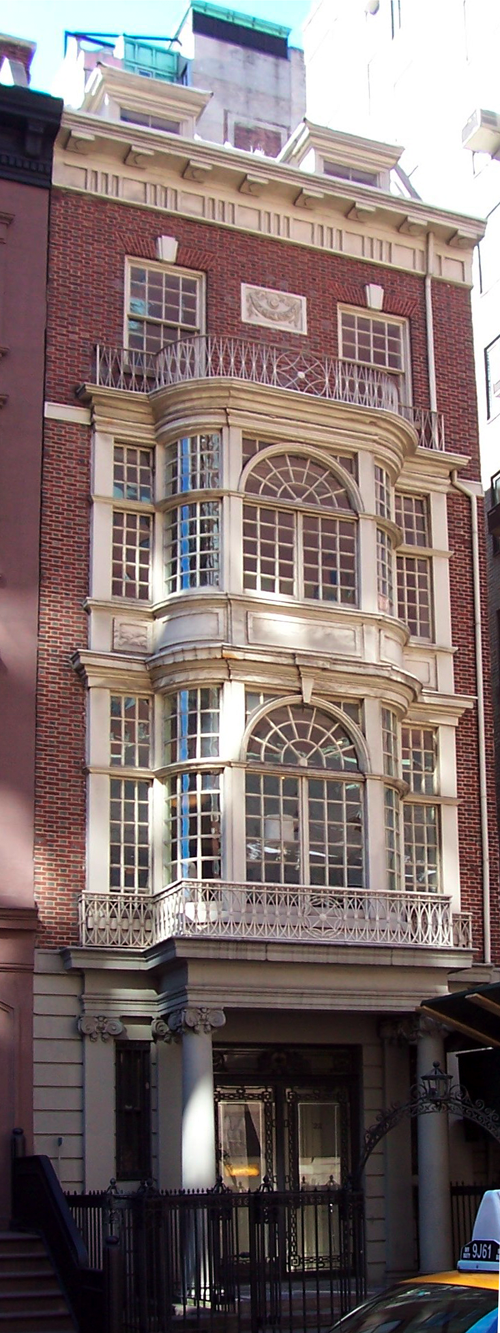
Der Collectors Club of New York in einem denkmalgeschützten Gebäude an der 35th Street in Murray Hill.

Murray Hill liegt auf der East Side von Manhattan am East River. Begrenzende Straßen wurden offiziell nicht festgelegt und es gab und gibt verschiedene Definitionen der Begrenzung. Die meist genannten und auch von Google Maps aufgeführten Straßen sind die East 34th Street im Süden, die East 42nd Street im Norden, die Madison Avenue im Westen und die First Avenue bzw. der FDR Drive im Osten. Benachbarte Viertel sind Rose Hill und Kips Bay im Süden, Turtle Bay im Norden und Midtown South, das sich mit zwei Straßenzügen mit Murray Hill überlappt, im Westen. Auf Höhe der 37th Street führt der Queens-Midtown Tunnel in den Stadtbezirk Queens. Nördlich jenseits der 42nd Street befindet sich am East River das UNO-Hauptquartier. Das Mercantile Building in der „10 East 40th Street“ ist ein besonderes Beispiel der Art-déco-Architektur.
Murray Hill hatte 2020 innerhalb der genannten Begrenzung laut US Census 31.207 Bewohner. Das Viertel ist Teil des Manhattan Community Districts 6 und gehört zum 17. Bezirk des New Yorker Polizeidepartements. Die Postleitzahlen (ZIP-Code) sind 10016 und 10017.

## Geschichte

### 18. Jahrhundert
Der Name Murray Hill leitet sich vom Namen der Familie Murray ab. Sie waren Quäker und handelten damals als Kaufleute überwiegend mit Waren aus Übersee. Das Familienoberhaupt Robert Murray (1721–1786) kam in Pennsylvania zur Welt und zog 1753 nach New York, nachdem er kurzzeitig in North Carolina gelebt hatte. Er konnte schnell als Kaufmann Fuß fassen und machte eine beeindruckende Karriere.
Um 1762 pachtete Murray Land von der Stadt für eine Farm und ein großes Haus, welches er Inclenberg (oder Belmont) nannte, das aber im Allgemeinen Murray Hill genannt wurde. Es stand auf einem Hügel, der zwischenzeitlich abgetragen wurde. An dessen Stelle befindet sich heute Park Avenue und 36th Street. Auf das große, quadratische Hauptgebäude führte von der Boston Post Road eine Allee zu, die von unterschiedlichen Baumsorten gesäumt war. Es war auf drei Seiten von Veranden umgeben, die in New York „Piazzas“ hießen, mit einem Blick auf den East River über Kips Bay.
Das Farmland umfasste eine Fläche von ca. 11,7 Hektar. Das Gelände begann aus heutiger Sicht einige Meter südlich der 33rd Street und erstreckte sich Richtung Norden bis zur Mitte des Blocks zwischen der 38th Street und 39th Street. Am südlichen Ende war das Grundstück eher schmal aber am nördlichen Ende erstreckte es sich ungefähr von der Lexington Avenue bis zu einem Punkt zwischen Madison Avenue und Fifth Avenue.
Mary Lindley Murray hat erfolgreich William Howe und dessen Armee aufgehalten, während sich George Washington aus New York zurückzog, nach der Landung bei Kips Bay durch die Briten am 15. September 1776. Mrs. Murray bat hierzu die britischen Offiziere zu Tee auf ihrem Anwesen und konnte so die britischen Truppen für eine Zeitlang aufhalten – lange genug, damit sich die amerikanischen Truppen sicher zurückziehen konnten. Laut Rev. T. Dewitt Talmage hat sie die amerikanische Unabhängigkeit dadurch bewahrt, indem sie Lord Howe lange genug aufgehalten hatte, so dass Israel Putnam mit seinen Soldaten über die Greenwich Road am Nordende der Insel zu den Einheiten von George Washington stoßen konnte, bevor ihn Howe einholen konnte. Diese Verzögerung hat 4.000 Männer wahrscheinlich vor dem Tod bzw. der Gefangenschaft bewahrt.

### 19. Jahrhundert
Während des 19. Jahrhunderts war dieses Viertel eine „uptown“-Nachbarschaft, da hier die Stadt endete, wo sich heute die New York Public Library und Bryant Park befindet. Nördlich befand sich überwiegend Farmland. Während des Winters von 1808 war der Hafen von New York während Jeffersons Handelsembargo geschlossen. Die arbeitslosen Hafenarbeiter wurden mit einer Arbeitsbeschaffungsmaßnahme beschäftigt: Sie trugen zwischen 6 und 12 Meter Erdreich von Murray Hill ab, um es andernorts zum Auffüllen zu verwenden.
1833 bis 1837 wurde ein Straßenbahntunnel gebaut, um die New York and Harlem Railroad unter Murray Hill hindurchzuführen. Zwischenzeitlich wurde der Tunnel erweitert und dient heute dem Autoverkehr.
Während der Mitte des 19. Jahrhunderts lebte vorübergehend die Oberschicht in Murray Hill – dauerhafter auch die obere Mittelschicht in den Brownstone-Stadthäusern. So folgte auch die Brick Presbyterian Church ihrer Gemeinde und verkaufte ihren Grund am City Hall Park. Sie wurde 1857 näher an ihrer Gemeinde wieder aufgebaut – in Murray Hill (Fifth Avenue und 37th Street).
Als jedoch J. P. Morgan sein Anwesen 1882 an der Madison Avenue/37th Street erbaute, in dem heute ein Teil des Morgan Library & Museum untergebracht ist, galt diese Gegend zwar noch als elegant aber schon etwas altmodisch, da sich die Reichen inzwischen bis auf die Höhe des Central Parks Paläste an der Fifth Avenue bauten. Stattdessen veränderten Modegeschäfte die Nachbarschaft: So säumten am Madison Square Park – der damals noch zu Murray Hill gezählt wurde – angesagte Damenmoden-Geschäfte die Fifth Avenue.

### 20. Jahrhundert
Die meiste Zeit des 20. Jahrhunderts über war dieses Viertel eine ruhige und eher steife Gegend mit vielen wohlhabenden älteren Bewohnern. Seit den späten 1990ern begannen jedoch viele Berufstätige zwischen 25 und 40 Jahren hierher zu ziehen. An den Wochenenden zeigt sich dieser Wandel durch die lärmende Restaurant- und Bar-Szene entlang der Third Avenue, die streng genommen etwas östlich von Murray Hill liegt.
In Murray Hill befindet sich auch das CUNY Graduate Center, das Stern College for Women der Yeshiva University, das Scandinavia House – The Nordic Center in America, das Mexican Cultural Institute of New York und der Union League Club of New York.

## 21. Jahrhundert
Obwohl die Immobilien- und Mietpreise in diesem Viertel leicht günstiger sind als in den nahe gelegenen eleganten Teilen Manhattans, stiegen hier die Preise für Apartments während des Immobilienbooms der späten 1990er und frühen 2000er Jahre innerhalb von zehn Jahren um etwa 500 Prozent.